# 黒龍 (張育)
黒龍（こくりゅう）は、中国、五胡十六国時代の前秦で、反乱指導者張育、楊光が建てた私年号。374年。

## 西暦との対照表
| 黒龍 | 元年  |
| 西暦 | 374年 |
| 干支 | 甲戌  |